# Nésospize de Tristan da Cunha
Nesospiza acunhae
Espèce
Statut de conservation UICN

 VU D2 : Vulnérable
Le Nésospize de Tristan da Cunha (Nesospiza acunhae) est une espèce de passereau appartenant à la famille des Thraupidae. Il est endémique à l'île Inaccessible de l'archipel de Tristan da Cunha. 